# Liste der Kreisstraßen im Landkreis Meißen

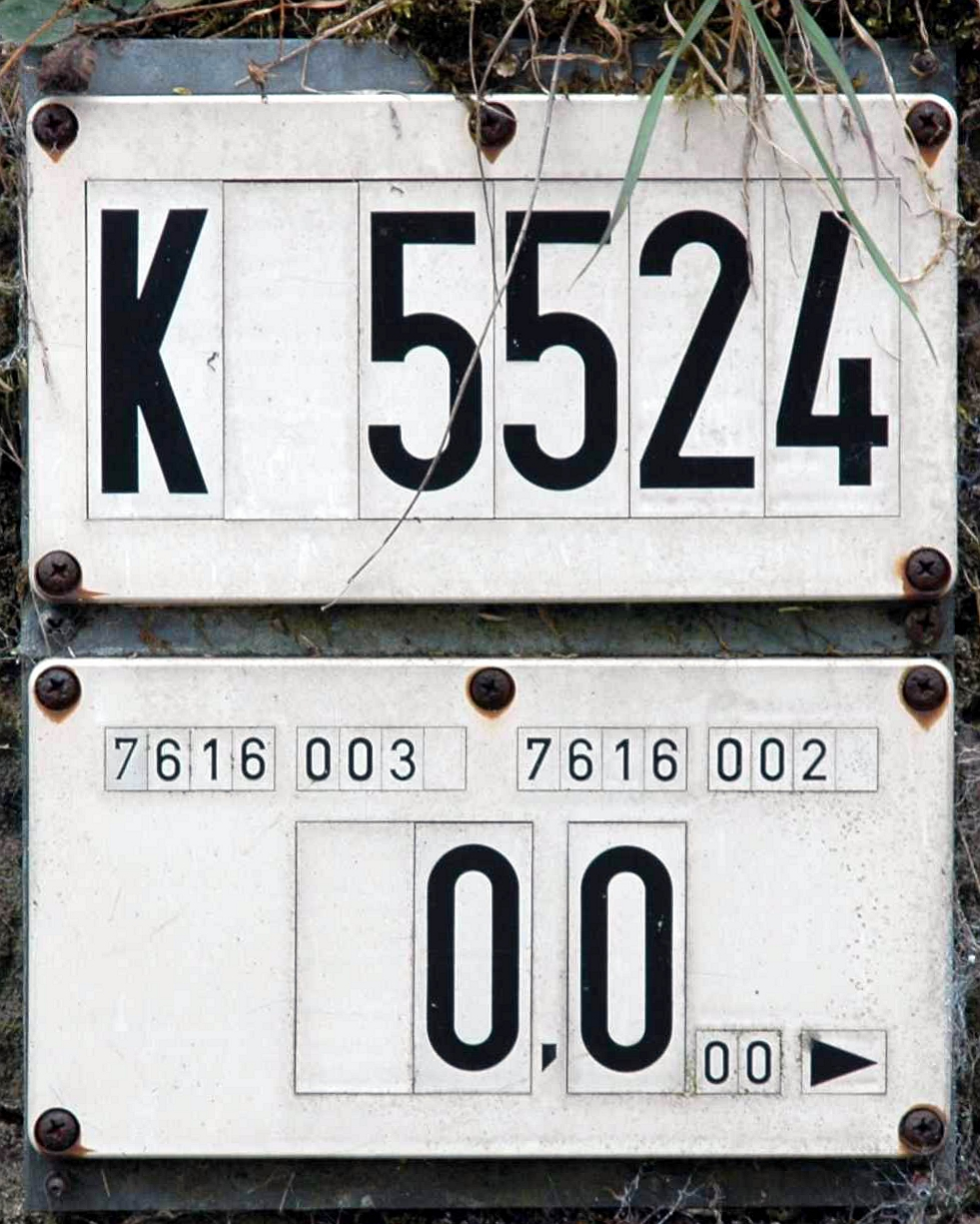
Stationszeichen

Die Liste der Kreisstraßen im Landkreis Meißen ist eine Auflistung der Kreisstraßen im sächsischen Landkreis Meißen.

## Abkürzungen
- K: Kreisstraße
- S: Staatsstraße

## Listen
Die Kreisstraßen behalten die ihnen zugewiesene Nummer nicht bei einem Wechsel in einen anderen Landkreis oder in eine kreisfreie Stadt. Nicht vorhandene bzw. nicht nachgewiesene Kreisstraßen sind kursiv gekennzeichnet, ebenso Straßen und Straßenabschnitte, die unabhängig vom Grund (Herabstufung zu einer Gemeindestraße oder Höherstufung) keine Kreisstraßen mehr sind.
Der Straßenverlauf wird in der Regel von Nord nach Süd und von West nach Ost angegeben.

### AltkreisMeißen(-Radebeul)
| Nr.    | Verlauf |
| ------ | --- |
| K 8005 | (K 6205 in Dresden) – Kreisgrenze – S 82 in Radebeul |
| K 8010 | K 8553 – Löbsal – Nieschütz – S 88 – Kleinzadel – Zadel – Karpfenschänke – in Meißen |
| K 8011 | S 88 in Diera – in Ockrilla |
| K 8012 | K 8552 – Jessen – Ockrilla – S 177 – Gröbern – Niederau – S 80 – S 80 in Weinböhla |
| K 8013 | S 81 in Großdobritz – S 177 – Gohlis – Oberau – S 80 in Niederau |
| K 8014 | S 177 in Steinbach – S 81 – Weinböhla – S 80 – K 8016 – K 8017 in Coswig |
| K 8015 | /S 177 in Meißen – K 8016 in Neusörnewitz |
| K 8016 | S 82 in Clieben – Neusörnewitz – K 8016 – Weinböhla – S 84 – K 8014 |
| K 8017 | S 80 – K 8014 – S 84 in Coswig |
| K 8018 | S 81 in Dippelsdorf – Friedewald – Lindenau – S 82 in Radebeul |
| K 8019 | S 96 in Volkersdorf – S 179 in Boxdorf |
| K 8021 | (K 7521 im Landkreis Mittelsachsen) – Kreisgrenze – K 8023 – Priesen – Kreisgrenze – (K 7521 im Landkreis Mittelsachsen) – Kreisgrenze – K 8075 – Starbach – /                                                                                |
| K 8023 | (K 7523 im Landkreis Mittelsachsen) – Kreisgrenze – K 8021 in Priesen |
| K 8030 | S 83 in Semmelsberg – Niederpolenz – Oberpolenz – S 177 |
| K 8031 | K 8074 in Deila – Leutewitz – Mauna – Krögis – K 8056 – Roitzschen – S 83 – Sönitz – Piskowitz – K 8032 |
| K 8032 | in Reppina – Scharfenberg – Naustadt – S 177 – Röhrsdorf – Taubenheim bei Meißen – K 8031 – Seeligstadt – Burkhardswalde – K 8039 – Groitzsch – Schmiedewalde – K 8038 – Kreisgrenze – (K 9032 im Landkreis Sächsische Schweiz-Osterzgebirge) |
| K 8033 | S 177 – Röhrsdorf – Pinkowitz – in Constappel |
| K 8034 | (K 6234 in Dresden) – Kreisgrenze – Weistropp – Hühndorf – K 8035 – Kreisgrenze – (K 9034 im Landkreis Sächsische Schweiz-Osterzgebirge) |
| K 8035 | S 177 in Klipphausen – Sachsdorf – K 8034 |
| K 8038 | K 8032 in Schmiedewalde – Kreisgrenze – (K 9038 im Landkreis Sächsische Schweiz-Osterzgebirge) |
| K 8039 | S 83 in Munzig – K 8032 in Burkhardswalde |
| K 8050 | K 8055 – Ilkendorf – Göltzscha – Gohla – – K 8051 – Heynitz – S 83 in Miltitz |
| K 8051 | K 8075 in Starbach – Rüsseina – K 8076 – Klessig – Noßlitz – K 8075 – Oberstößwitz – Raußlitz – K 8056 – Katzenberg – – K 8050 – Mahlitzsch – S 33 in Deutschenbora                                                                           |
| K 8052 | in Nossen – K 8053 – |
| K 8053 | (K 7553 im Landkreis Mittelsachsen) – Kreisgrenze – / – Neubodenbach – K 8055 – Gruna – K 8052 |
| K 8055 | K 8075 – Wolkau – K 8050 – Neubodenbach – K 8053 – |
| K 8056 | K 8051 in Raußlitz – Zetta – S 85 – Nössige – Barnitz – K 8031 in Krögis |
| K 8070 | S 32 – Daubnitz – Wachtnitz – Großkagen – Pröda – Mohlis – K 8074 – K 8073 – K 8071 – Niederjahna – in Meißen |
| K 8071 | K 8558 – nördlicher Abzweig nach Niederlommatzsch – nicht befahrbare Strecke – südlicher Abzweig nach Niederlommatzsch – Niedermuschütz – Zehren – S 32 – Mischwitz – Seebschütz – Neumohlis – K 8070                                         |
| K 8073 | K 8070 – Mehren – in Löthain |
| K 8074 | K 8075 – Graupzig – S 85 – Planitz – Deila – K 8031 – Leutewitz – Kaisitz – K 8070 |
| K 8075 | S 32 – K 8080 – Leuben – K 8077 – K 8074 – Ziegenhain – K 8076 – Pinnewitz – Oberstößwitz – K 8051 – Kreißa – K 8055 – Starbach – K 8051 – K 8021                                                                                             |
| K 8076 | (K 7520 im Landkreis Mittelsachsen) – Kreisgrenze – Rüsseina – K 8051 – K 8079 – Höfgen – K 8075 in Ziegenhain |
| K 8077 | (K 7591 im Landkreis Mittelsachsen) – Kreisgrenze – Lossen – Schleinitz – K 8078 – Perba – Leuben – K 8075 – S 85 |
| K 8078 | S 32 – Wauden – Schleinitz – K 8077 – Perba – Praterschütz – K 8079 – Kreisgrenze – (K 7597 im Landkreis Mittelsachsen) |
| K 8079 | K 8078 in Praterschütz – Mutzschwitz – K 8076 |
| K 8080 | K 8075 – Wahnitz – S 85 in Mertitz |
| K 8081 | K 8560 – Roitzsch – Striegnitz – K 8084 – Barmenitz – Altsattel – S 86 – Wuhnitz – K 8082 – Arntitz [– Abzweig zur Kreisgrenze – (K 7514 im Landkreis Mittelsachsen)] – S 32                                                                  |
| K 8082 | K 8081 in Wuhnitz – Albertitz – S 85 in Lommatzsch |
| K 8083 | – Lautzschen – Paltzschen – S 85 in Lommatzsch |
| K 8084 | K 8081 in Striegnitz – S 85 – Dörschnitz – in Klappendorf |
| K 8094 | /S 36 in Deutschenbora – Kreisgrenze – (K 7794 im Landkreis Mittelsachsen) |
| K 8097 | (K 8297 im Landkreis Mittelsachsen) – Kreisgrenze – ohne Anschluss an eine klassifizierte Straße – Kreisgrenze – (K 8297 im Landkreis Mittelsachsen)                                                                                          |

### AltkreisRiesa-Großenhain
| Nr.    | Verlauf |
| ------ | --- |
| K 8510 | – Skaup – K 8511 – Adelsdorf – Folbern – S 91 |
| K 8511 | K 8510 in Skaup – Skäßchen – K 8512 – Niegeroda – Oelsnitz – Weißig am Raschütz – S 99 – Brößnitz – Landesgrenze – (K 6202 im Landkreis Elbe-Elster, Brandenburg)                                                                      |
| K 8512 | S 88 – Glaubitz – Radewitz – Peritz – K 8570 – Görzig – K 8571 – Zabeltitz – K 8582 – – Stroga – Uebigau – K 8513 – K 8511 in Skäßchen                                                                                                 |
| K 8513 | K 8514 in Strauch – K 8512 in Uebigau |
| K 8514 | K 8582 in Treugeböhla – Strauch – K 8513 – Landesgrenze – (K 6203 im Landkreis Elbe-Elster, Brandenburg) |
| K 8515 | S 99 in Blochwitz – K 8516 in Schönborn |
| K 8516 | K 8535 in Linz – – K 8515 – Schönborn – Lampertswalde – – Mühlbach – Cunnersdorf – – K 8531 |
| K 8517 | (Brandenburg) – Landesgrenze – Böhla b. Ortrand – Naundorf – Ponickau – K 8536 – Liega – K 8535 – S 98 in Schönfeld |
| K 8530 | K 8531 in Großenhain – Rostig – S 91 in Kalkreuth |
| K 8531 | S 81 in Großenhain – K 8530 – Weßnitz – Göhra – Reinersdorf – K 8533 – Ebersbach – K 8516 – S 91 – Freitelsdorf – K 8535 |
| K 8532 | S 81 – Altleis – Nauleis – Hohndorf – K 8533 |
| K 8533 | S 91 – K 8531 – Reinersdorf – K 8532 – Beiersdorf – Lauterbach – Naunhof – K 8534 – S 177 |
| K 8534 | K 8533 in Naunhof – Ebersbach – S 91 in Rödern |
| K 8535 | (K 6605 im Landkreis Oberspreewald-Lausitz, Brandenburg) – Landesgrenze – Linz – K 8516 – Liega – K 8517 – Thiendorf – – K 8531 – Lötzschen – Dobra – S 100 – Kleinnaundorf – Würschnitz – Kreisgrenze – (K 9261 im Landkreis Bautzen) |
| K 8536 | (Brandenburg) – Landesgrenze – Kraußnitz – Landesgrenze – (Brandenburg) – Landesgrenze – Ponickau – K 8517 – Stölpchen – Sacka – Tauscha – S 100                                                                                       |
| K 8549 | K 8561 in Pausitz – Oelsitz – Kalbitz – / in Seerhausen |
| K 8550 | S 40 in Großraschütz – K 8551 – Medessen – K 8554 in Zottewitz |
| K 8551 | S 88 in Münchsberg – Goltzscha – K 8556 – Medessen – K 8550 – Strießen – Priestewitz – Kottewitz – S 81 in Lenz |
| K 8552 | S 81 – Böhla Bahnhof – K 8553 – Böhla – K 8012 |
| K 8553 | K 8010 – Laubach – Kmehlen – Gävernitz – Baßlitz – K 8554 – Geißlitz – K 8552 in Böhla Bahnhof |
| K 8554 | S 88 – Neuseußlitz – Zottewitz – K 8550 – Blattersleben – Porschütz – Stauda – K 8553 in Baßlitz |
| K 8556 | S 88 – K 8551 in Goltzscha |
| K 8557 | S 88 in Leckwitz – Weißig Bahnhof – S 40 in Weißig |
| K 8558 | S 87 in Riesa – Göhlis – Leutewitz – Schänitz – Boritz – K 8560 – Althirschstein – K 8559 – Neuhirschstein – K 8559 – K 8071 |
| K 8559 | K 8558 in Althirschstein – Bahra – K 8558 in Neuhirschstein |
| K 8560 | K 8081 – Mehltheuer – K 8562 – – Prausitz – K 8561 – S 87 – Heyda – K 8558 in Boritz |
| K 8561 | S 87 in Riesa – Pausitz – K 8549 – Nickritz – Böhlen – Gostewitz – Prausitz – K 8560 – Pahrenz – |
| K 8562 | – K 8560 in Mehltheuer |
| K 8563 | S 86 in Staucha – Steudten – Kreisgrenze – (K 7592 im Landkreis Mittelsachsen) |
| K 8564 | K 8564 in Bloßwitz – Mautitz – Groptitz – K 8565 – Seerhausen – / – Ragewitz – Grubnitz – K 8564 – Bloßwitz – Hahnefeld – S 33 in Stauchitz                                                                                            |
| K 8565 | S 31 in Strehla – Großrügeln – Merzdorf – S 28 – Weida – K 8564 in Groptitz |
| K 8566 | (K 8993 im Landkreis Nordsachsen) – Kreisgrenze – S 31 – Schwarzroda – S 28 in Canitz |
| K 8570 | S 169 in Lichtensee – Wülknitz – K 8573 – Streumen – Peritz – K 8512 – K 8572 – Bauda – K 8571 – Walda-Kleinthiemig – K 8582 – |
| K 8571 | K 8512 in Görzig – Bauda – K 8570 – – Wildenhain – S 40 |
| K 8572 | K 8570 – Colmnitz – S 40 |
| K 8573 | K 8581 in Pulsen – Koselitz – Wülknitz – K 8570 – Streumen – in Glaubitz |
| K 8574 | – Röderau – Zeithain – / |
| K 8576 | S 88 – Lorenzkirch – Zschepa – S 88 |
| K 8577 | S 89 – K 8578 in Spansberg |
| K 8578 | S 89 in Nieska – Spansberg – K 8577 – Nauwalde – K 8579 – Reppis – in Gröditz |
| K 8579 | (Brandenburg) – Landesgrenze – Schweinfurth – K 8578 in Nauwalde |
| K 8580 | S 90 in Gröditz – Landesgrenze – (K 6205 im Landkreis Elbe-Elster, Brandenburg) |
| K 8581 | in Gröditz – Pulsen – K 8573 – S 90 in Frauenhain |
| K 8582 | S 90 in Frauenhain – Raden – Treugeböhla – K 8514 – Zabeltitz – K 8512 – K 8583 – K 8570 in Walda-Kleinthiemig |
| K 8583 | K 8582 in Walda-Kleinthiemig – Nasseböhla – |